# Ngewo-wa
Ngewo-wa o Ngewo o Leve ("colui che sta in alto"), nella mitologia della popolazione Mandé della Sierra Leone è il dio del cielo.

## Nel mito
Viene considerato come la divinità che ha creato l'universo e tutte le cose ma che, una volta terminata l'opera, si sia stancato e disinteressato al tutto. Altri miti raccontano che inizialmente rispondeva alle richieste fattegli dalla popolazione indigena ma che, stanco del continuo lavoro, decise di allontanarsi creandosi una dimora nel cielo, in cui si diresse mentre gli essere umani erano addormentati.

## Rappresentazioni
Viene associato tutti i fenomeni naturali, che secondo la tribù sono sue manifestazioni.